# Права человека в Боливии
Конституция и законы Боливии технически гарантируют широкий спектр прав человека, но на практике это очень часто не соблюдаются.
Согласно докладу Госдепартамента США за 2010 год, основными проблемами с правами человека в стране являются «убийства и пытки со стороны сил безопасности; суровые тюремные условия; утверждения о произвольных арестах и задержаниях; неэффективная, перегруженная и коррумпированная судебная система; «частично свободные» СМИ; коррупция и отсутствие прозрачности в правительстве; торговля людьми; детский труд; принудительный труд; и тяжелые условия труда в горнодобывающем секторе».
В феврале 2016 года по инициативе правящей партии "Движение к социализму" состоялся референдум по поправке к конституции Боливии. Голосование большинства избирателей за вариант «да» позволило бы президенту Эво Моралесу идти на выборы в четвёртый раз. Большинство избирателей проголосовали против. Но 28 ноября этого года Конституционный суд страны дал ему то, чего не желали избиратели, постановив, что пункт конституции, ограничивающий президентов (и других напрямую избираемых должностных лиц) двумя сроками, можно игнорировать.
Боливийцы имеют свободный доступ к Интернету, академическую свободу, свободу собраний и свободу религии. Они также пользуются свободой передвижения внутри страны и правом выезда за границу.
Выборы являются свободными и справедливыми, хотя факт отсутствия у многих боливийцев документов, удостоверяющих личность, может помешать им проголосовать.
Коррупция в Боливии широко распространена на всех уровнях власти.